# Логинов, Николай Николаевич
Никола́й Никола́евич Ло́гинов (3 марта 1932 — 13 декабря 2006) — советский, российский дипломат.

## Биография
Окончил МГИМО МИД СССР (1958). На дипломатической работе с 1958 года.
- В 1958—1960 годах — сотрудник Посольства СССР в Бирме.
- В 1960—1968 годах — сотрудник центрального аппарата МИД СССР.
- В 1968—1974 годах — сотрудник Постоянного представительства СССР при ООН в Нью-Йорке (США).
- В 1974—1976 годах — сотрудник центрального аппарата МИД СССР.
- В 1976—1990 годах — сотрудник отдела ЦК КПСС.
- С 24 августа 1990 по 5 октября 1994 года — чрезвычайный и полномочный посол СССР, затем России в Сингапуре[1][2].

С 1995 года — в отставке.
Похоронен в Москве на Кунцевском кладбище.

## Дипломатический ранг
Чрезвычайный и полномочный посол (24 августа 1990).

## Награды
- Орден «Знак Почёта» (1982).
- Медаль «За трудовую доблесть»(1967).

## Семья
Был женат, имел двоих детей.